# Exercises
Exercises ist das zweite Studioalbum der schottischen Hard-Rock-Band Nazareth.

## Album
Das Album wurde 1972 im Trident Studio in London aufgenommen und produziert von Roy Thomas Baker. Im Jahr 1972 wurde es auf dem Label Pegasus Records erstmals veröffentlicht.
Obwohl ihre Musik am treffendsten als "bluesgefärbter Hardrock" beschrieben wird, ist dieses Album ziemlich weit von der Standardmusik der Band entfernt, das überraschenderweise eine Reihe akustischer Arrangements, mehrere Lieder mit Orchesterstreichern und traditionelle schottische Melodien enthält. Auch dieses zweite Album ist von stilistischer Vielfalt und Suche nach einer musikalischen Identität geprägt und vereint Einflüsse aus Rock-, Country- und Folkmusik. Akustikgitarren kommen ebenso zum Einsatz wie Streichinstrumente und Synthesizer. Insbesondere die einleitende Rock-Ballade I Will Not Be Led wird von einem komplexen Streicherarrangement dominiert.
Tatsächlich handelt das Lied 1692 (Glen Coe Massacre) des Albums von einem echten Vorfall in der schottischen Geschichte, nämlich dem Massaker von Glencoe. Das Album ist auch wegen seiner Produktion von Roy Thomas Baker bedeutsam – es war erst sein drittes Projekt und lange vor seinem Durchbruch mit Queen Mitte der Siebziger – und wegen seines seltsam "New Wave"-Covers (entworfen von CCS Associates). Auf Seite 1 erscheint auch eine frühe Version des Razamanaz-Songs Woke Up This Morning.
Erst auf ihrem zehnten Studioalbum No Mean City gab es solche ein weiteres Album, das vollständig von den Bandmitgliedern geschrieben wurde.

## Titelliste
Alle Titel wurden von Pete Agnew, Manny Charlton, Dan McCafferty und Darrell Sweet geschrieben.
1. I Will Not Be Led – 3:03
2. Cat's Eye, Apple Pie – 3:04
3. In My Time – 3:28
4. Woke Up This Morning – 3:09
5. Called Her Name – 4:32
6. Fool About You – 2:47
7. Love Now You're Gone – 2:25
8. Madelaine – 5:54
9. Sad Song – 2:13
10. 1692 (Glencoe Massacre) – 3:59

## 30th Anniversary Bonus Tracks
1. If You See My Baby – 2:56
2. Woke Up This Morning – 3:30
3. Love Now You're Gone – 3:15
4. 1692 (Glencoe Massacre) – 3:20